# Lindau (distrito)
Lindau é um distrito da Alemanha, na região administrativa da Suábia, estado da Baviera.

## Cidades e municípios
| Cidades                           | Municípios                                                                                                 | |
| --------------------------------- | --- | --- |
| 1. Lindau 2. Lindenberg im Allgäu | 1. Bodolz 2. Gestratz 3. Grünenbach 4. Heimenkirch 5. Hergatz 6. Hergensweiler 7. Maierhöfen 8. Nonnenhorn | 1. Oberreute 2. Opfenbach 3. Röthenbach 4. Scheidegg 5. Sigmarszell 6. Stiefenhofen 7. Wasserburg am Bodensee 8. Weiler-Simmerberg 9. Weißensberg |